# Shirley Clamp
Shirley Clamp, née le 17 février 1973 à Borås en Suède, est une chanteuse suédoise.

## Biographie
Elle est née d'une mère suédoise et d'un père britannique, possède la double nationalité.
Shirley débute autant que choriste dans des groupes de musique tels que Antique.
En 2003, elle entretient une carrière solo au Melodifestivalen 2003, en interprétant la chanson Mr. Memory puis participe à nouveau à l'édition de 2004.
En 2009, Shirley commente le Concours Eurovision de la chanson 2009 à Moscou en direct sur la chaîne de télévision suédoise SVT.
En 2011, elle se représente au Melofifestivalen 2011 sous le pseudonyme Shirley's Angels, se qualifie pour la seconde chance mais ne remporte la finale.

## Discographie
- Den långsamma blomman - 2004
- Lever mina drömmar - 2005
- Favoriter på svenska - 2006
- Tålamod - 2007
- För den som älskar - En samling - 2009